# San Lázaro (Paraguay)
San Lázaro ist ein Distrikt im Departamento Concepción in Paraguay. Er liegt am Río Paraguay im Westen und am Río Apa im Norden, der die Grenze zu Brasilien bildet. Er besteht aus den Ortsteilen San Lázaro mit 1050 Einwohnern und Vallemí, 6 km weiter südlich gelegen, mit 8600 Einwohnern.

## Geschichte
Der Ortsteil San Lázaro wurde am 17. Dezember 1930 von Don Lázaro Aranda, einem uruguayischen Kapitän gegründet, der Ortsteil Vallemí 1949. Die Gemeinde wurde 1956 zum Distrikt erhoben. Im Jahr 1949 siedelte sich in Vallemí eine Zementfabrik an, die jedoch 1968 die Produktion einstellte. Daraufhin musste Paraguay Zement aus den Nachbarländern und Europa importieren. 1976 wurde die Fabrik vom Staat übernommen und die Produktion erneut gestartet.

## Wirtschaft
Vallemí ist eine Industriestadt. Es gibt zahlreiche Steinbrüche, in denen Kalkstein und Marmor abgebaut wird. Im Oktober 2016 investierte die italienische Firma Colacem in Vallemí 220 Millionen US-Dollar, um die Zementfabrik Industria Nacional de Cemento in die größte des Landes zu verwandeln.

## Tourismus
Neben der Zementproduktion spielt der Tourismus eine gewisse wirtschaftliche Rolle. In San Lázaro gibt es mehrere Tropfsteinhöhlen, von denen vier von Besuchern besichtigt werden können. Die bekannteste ist die Santa Caverna (Heilige Höhle) – so genannt, weil ein Stalagmit einer Statue der Jungfrau Maria ähnelt. Eine andere Höhle, genannt Homer Simpson, weist eine Formation auf, die wie das Gesicht dieser Zeichentrickfigur aussieht. San Lázaro ist von der Stadt Concepción auch mit den Flussschiffen Aquidabán und Dalmata auf dem Río Paraguay zweimal wöchentlich zu erreichen.